# Устка
У̀стка (на полски: Ustka; на кашубски: Ùskô; на немски: Stolpmünde) е град в Северна Полша, Поморско войводство, Слупски окръг. Административен център е на селската Усткенка община, без да е част от нея. Самият град е обособен в самостоятелна градска община с площ 10,19 км2. Към 2012 година населението му възлиза на 16 445 жители.

## Градове партньори
|  | Държава  | Град        |
|  | Полша    | Белско-Бяла |
|  | Полша    | Слупск      |
|  | Германия | Капелн      |
|  | Холандия | Енкхуйзен   |
|  | -------- | ----------- |